# TDK presents 学生イノベーションバトル そのヒラメキで世界を変えろ
『TDK presents 学生イノベーションバトル そのヒラメキで世界を変えろ』（ティーディーケープレゼンツ がくせいイノベーションバトル そのヒラメキでせかいをかえろ）は、2019年12月7日よりAbemaTVで配信されているバラエティー番組、ドキュメンタリー番組。

## 概要
理系学生たちが世界を変える開発を競い合う、 学生イノベーションバトル・バラエティー。人類が科学の力で切り開いてきた未来。今そのバトンを受け継ぐのは理系学生と位置付け、7チーム27人の学生の4か月を追う。キャッチフレーズは「一瞬のひらめきとひたむきな情熱で競い合え!世界を変えるイノベーションを!」。
開発ジャンルは問わず、テーマは「SDGs」（サスティナブル・ディベリップメント・ゴールズ）＝持続可能な開発目標。約4か月の期間で学生たちの、画期的なデバイスや新素材開発への挑戦を追いかける。優勝チームにはイノベーションの聖地 アメリカ・シリコンバレーへの研修旅行と 研究開発サポート費として30万円を贈呈。 全6回。
司会進行役は実行委員長名義でカズレーザーが担当。企画はTDKで、企業ブランディングキャンペーン「Make it Attractive」の一環として番組を立案、提供する。

## 出演
- カズレーザー（メイプル超合金）※実行委員長
- 向井慧（パンサー）
- 藤本淳史（田畑藤本）
- 井口綾子

## 参加チーム
- インカレサークル（3大学混合チーム）・NEXT-R[6]
- 筑波大学・EMP
- 東京工業高等専門学校・北折研究室
- 東京理科大学・I部化学研究部
- 筑波大学・Dr.B
- 筑波大学・面研IoT
- 埼玉大学・翔んでもない埼玉

## 音楽

### 主題歌
- さなり「BRAND-NEW」

## スタッフ
- ナレーション：春名風花、村大樹
- 取材協力：工学院大学、日本工業大学、埼玉大学、東京理科大学、東京都市大学、東京工業高等専門学校、筑波大学、enPIT
- 音効：波塚ヨシヒロ
- 編集：市山誠一郎
- ロゴデザイン：大森誠一郎
- 編集・MA：エスユー
- 撮影：木村知一、相川博昭
- 技術：ICONE
- 演出補：北村陽平
- ディレクター：岡本伸一郎、高橋利行、塚田宙暉
- プロデューサー：早川賢司
- AP：横田万緒
- チーフプロデューサー：大岡制
- 総合演出：篠田栄一
- 構成：丹羽周
- 制作：gloe’s
- 制作著作：AbemaTV